# Баканов Олег Олександрович
Баканов Олег Олександрович (29 липня 1917 — 5 квітня 1971) — капітан теплохода «Оренбург» Далекосхідного морського пароплавства, місто Владивосток Приморського краю, Герой Соціалістичної Праці.

## Біографія
Народився 29 липня 1917 року у місті Полтава у сім'ї текстильника. В 1932 закінчив 7 класів другої трудової школи імені Леніна в Полтаві, в 1937 — Одеський морський технікум, отримавши звання штурмана далекого плавання.
Під час навчання у технікумі плавав матросом на баржі «Товариш», а після його закінчення — 3-м помічником капітана на судах Чорноморського державного морського пароплавства.
Перед Великою Вітчизняною війною О. О. Баканов працював 2-м помічником капітана на теплоході «Жан Жорес» Чорноморського державного морського пароплавства. У червні 1941 року був призначений старшим помічником. Команда теплохода виконувала відповідальні рейси до Одеси та Севастополя, доставляючи війська, техніку, боєприпаси та евакуюючи поранених, жінок, дітей. Потім брала участь у висадці десантів у Керчі та Феодосії, швартуючись та вивантажуючись під вогнем супротивника. 16 січня 1942 року теплохід «Жан Жорес» після вивантаження у порту Феодосії вийшов з порту і підірвався на міні. Частина екіпажу загинула, а ті, що залишилися живими, перейшли на інші судна.
О. О. Баканов продовжував бойові рейси на посаді старшого помічника капітана на пароплаві «Пестель» Чорноморського державного морського пароплавства. Забезпечив успішне виконання завдань військового командування з перевезення еваковантажів із міста Новоросійська, з доставки військових частин та вантажів у Туапсе, Геленджик, Сочі, з вивезення в тилові порти поранених. Чітко організовував службу спостереження у морі, високу готовність артилерійських розрахунків, відпрацьовував командний склад з маневрування судном при нальотах авіації та торпедних атаках. У разі бомбардувань у портах Сочі, Туапсе, Геленджик, Новоросійськ добре організував вивантаження вантажу силами екіпажу, що забезпечило швидке розвантаження судна. Був нагороджений орденом Червоної Зірки.
У липні 1943 був відряджений Наркомфлотом в Далекосхідне державне морське пароплавство, до 1945 плавав 2-м і старшим помічником капітана на судах «Алма-Ата» і «Червона Армія». З 1945 року працював на посаді капітана на пароплаві «Невабуд». Плавав у далекосхідних та арктичних морях.
В 1962 О. О. Баканов прийняв теплохід «Оренбург». У ході операції «Анадир» судно доставляло на Кубу будівельні матеріали, продовольство та інші вантажі. Капітан зумів згуртувати екіпаж, виявити резерви та можливості судна, збільшивши його провізну здатність.
Указом Президії Верховної Ради СРСР від 9 серпня 1963 року за визначні успіхи, досягнуті у справі розвитку морського транспорту Баканову Олегу Олександровичу присвоєно звання Героя Соціалістичної Праці з врученням ордена Леніна та золотої медалі «Серп і Молот».
1970 року вийшов на пенсію.
Жив у місті Одеса. Помер 5 квітня 1971 року. Похований на 2-му Християнському цвинтарі в Одесі.

## Нагороди
Нагороджений орденами Леніна, Трудового Червоного Прапора, Червоної Зірки, медалями.
Його ім'ям було названо судно Далекосхідного морського пароплавства «Капітан Баканов».